# Pouteria stenophylla
Pouteria stenophylla là một loài thực vật thuộc họ Sapotaceae. Đây là loài đặc hữu của Brasil. Nó đã tuyệt chủng do mất môi trường sống.